# Justinus 1.
 Der er for få eller ingen kildehenvisninger i denne artikel, hvilket er et problem. Du kan hjælpe ved at angive troværdige kilder til de påstande, som fremføres i artiklen.

Justinus I (født ca. 450, død 1. august 527) var byzantinsk kejser fra 518 til sin død. Justinus voksede op under enkle forhold; hans fader var bonde i den illyriske provins Dardania. Justinus tog i tidlig alder hvervning i Konstantinopel og havnede der i kejserens livvagt. Efter at være blevet livvagtens øverstbefalende under kejser Anastasios I, udråbtes han selv til kejser i 518, da Anstasios I døde. Justinus orienterede det byzantinske rige mod vest og byen Rom, formodentlig efter råd af hans søstersøn Justinian I, som havde stærk indflydelse på hans styre og udsås til medkejser. Justinian I beholdt magten efter at hans morbror Justinus I døde. Han var gift med Eufemia.
1. ↑  Navnet er anført på engelsk og stammer fra Wikidata hvor navnet endnu ikke findes på dansk.
2. ↑  Navnet er anført på engelsk og stammer fra Wikidata hvor navnet endnu ikke findes på dansk.